# NGC 3837
NGC 3837 este o galaxie eliptică situată în constelația Leul. A fost descoperită în 26 aprilie 1785 de către William Herschel. Se află la o distanță de 92,47 de megaparseci de Pământ.